# Robert Delaunay

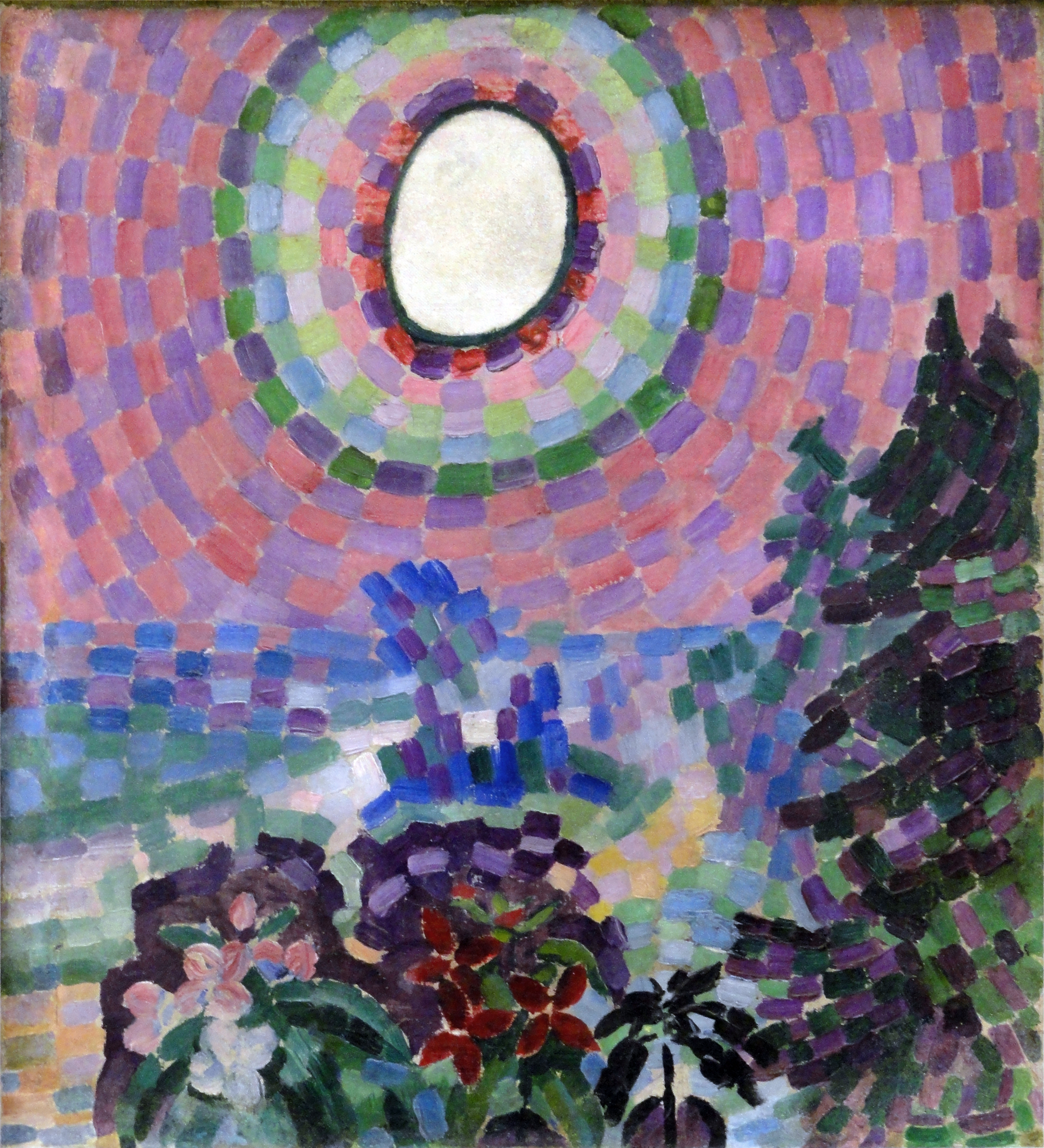
Paysage au disque, 1906–07, tranh sơn dầu, 55 x 46 cm, Bảo tàng Musée national d'art moderne (MNAM), Paris

Robert Delaunay (12/4/1885 – 25/10/1941) là nam họa sĩ người Pháp. Ông cùng với vợ, bà Sonia Delaunay, và các nghệ sĩ khác đã đồng sáng tạo ra dòng tranh Orphic, lối sáng tác sử dụng những mảng màu và khối hình học.

## Hình ảnh

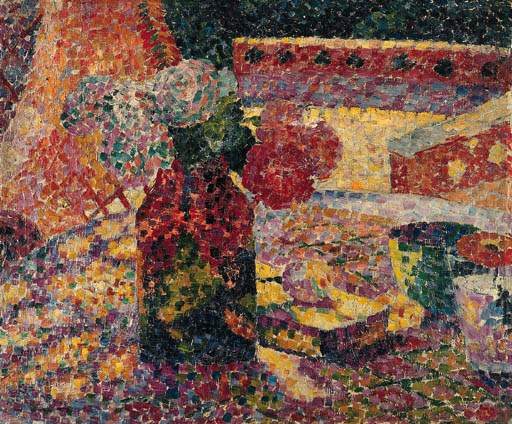
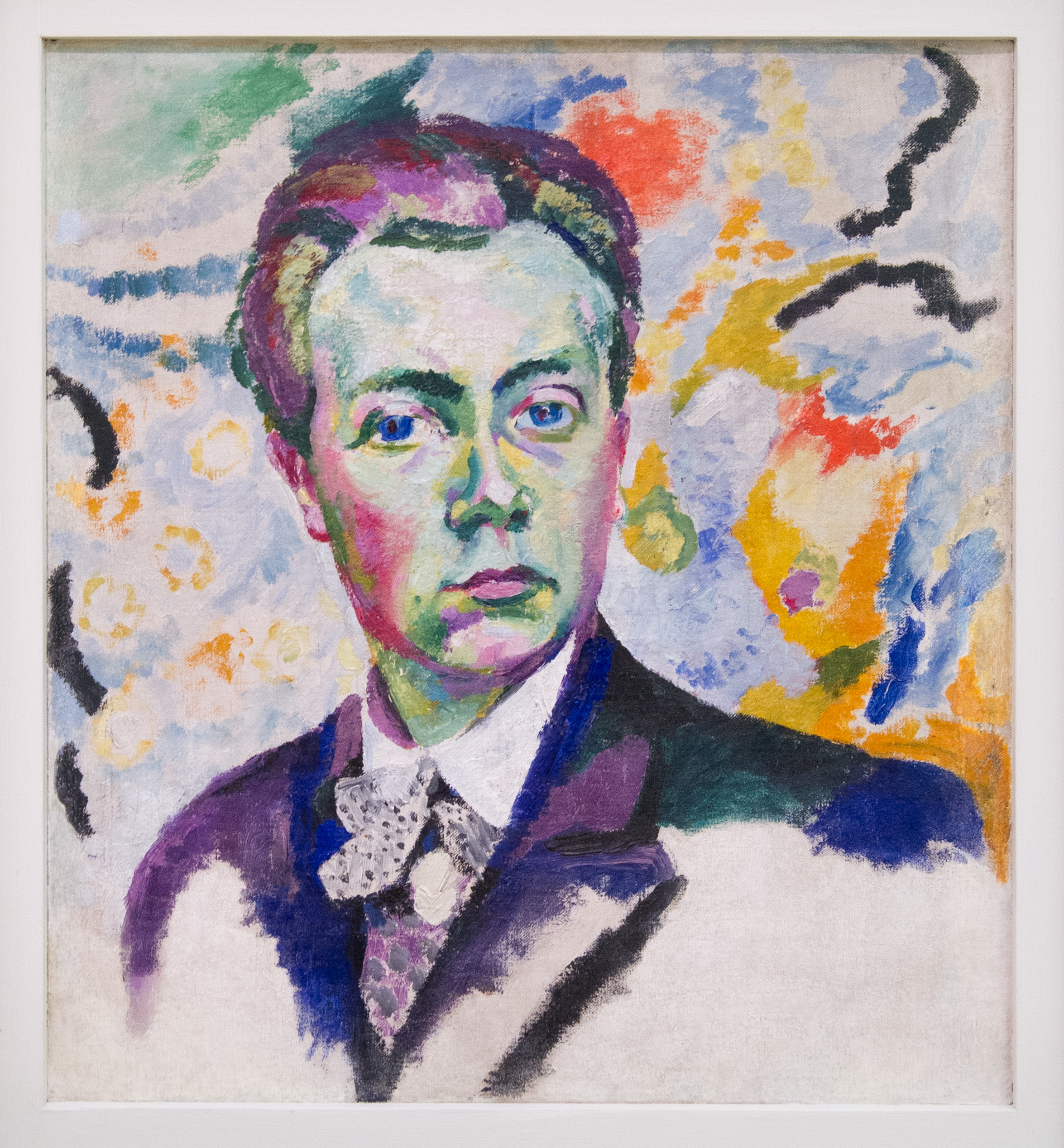
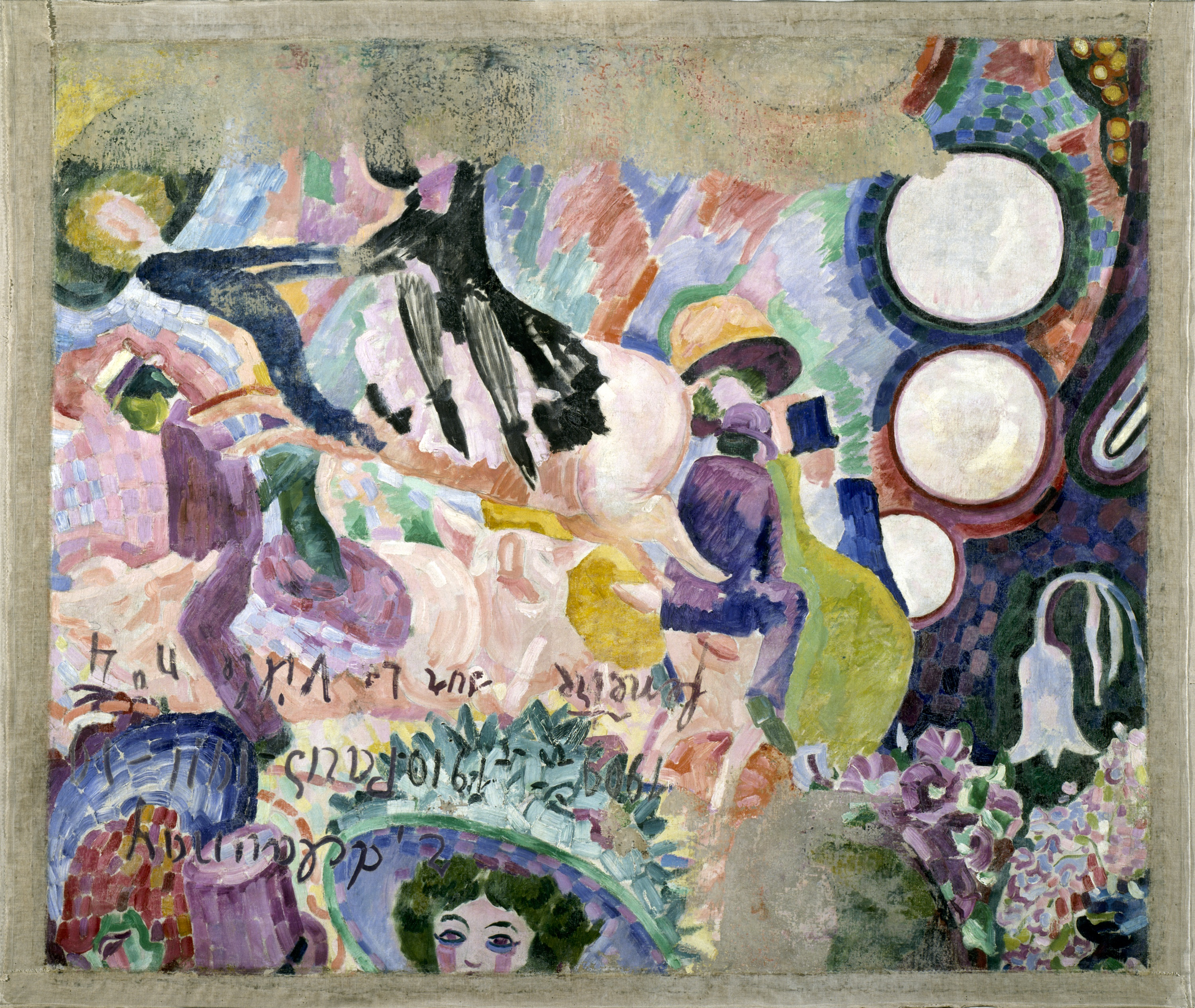
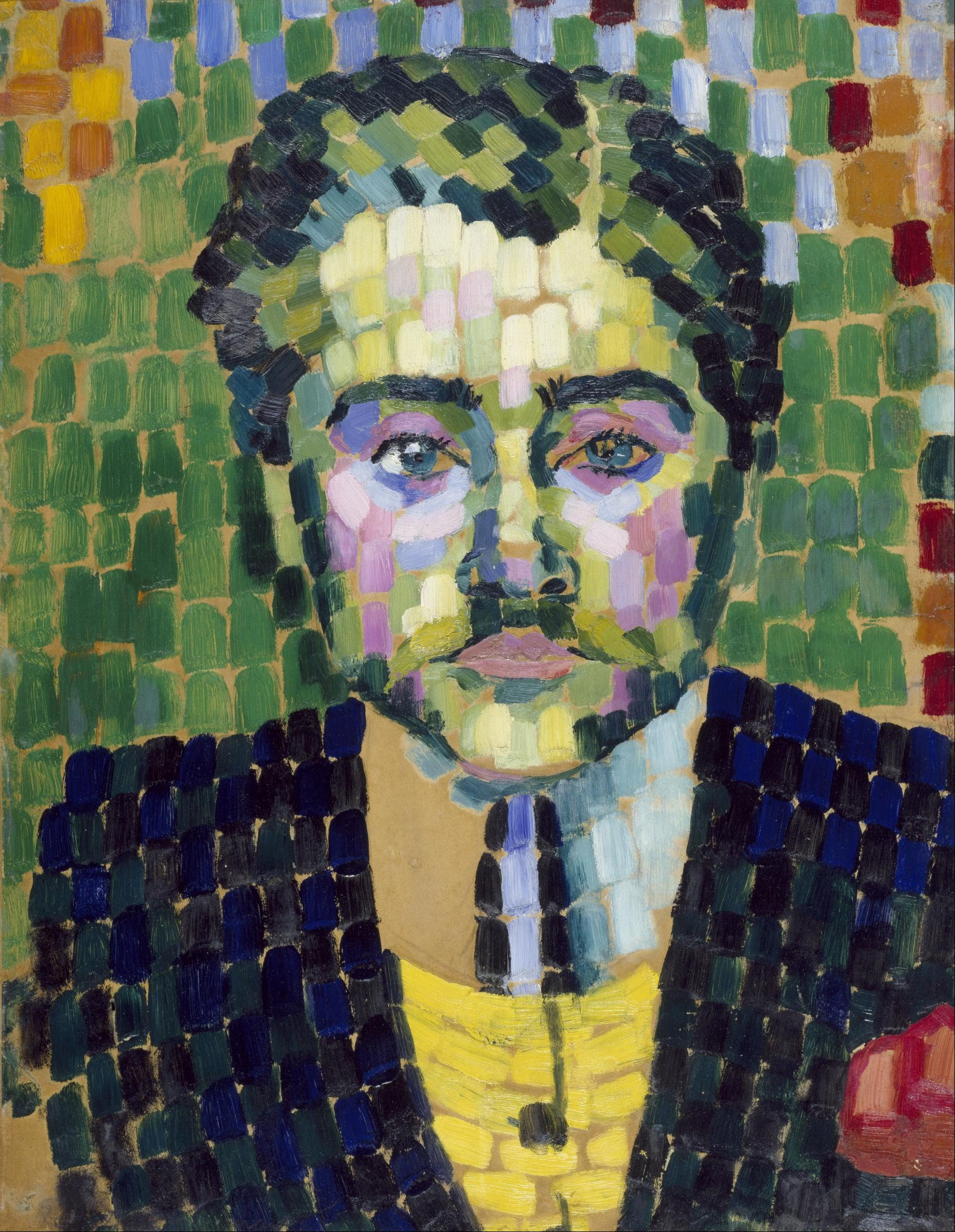
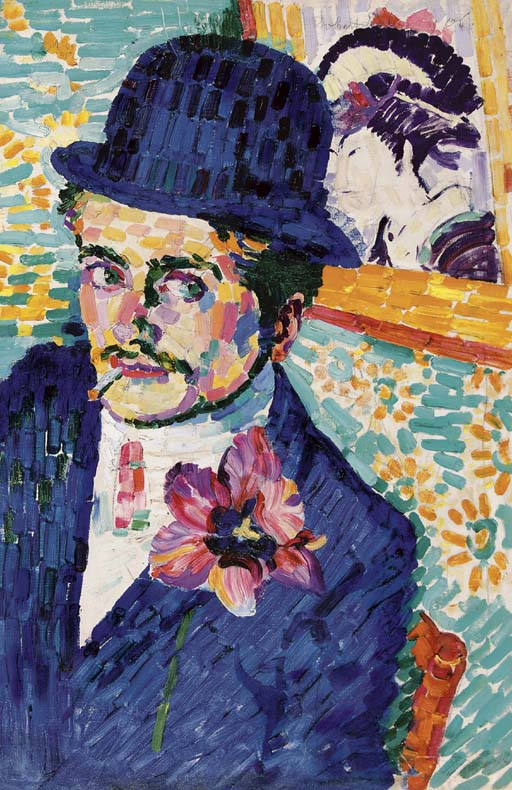
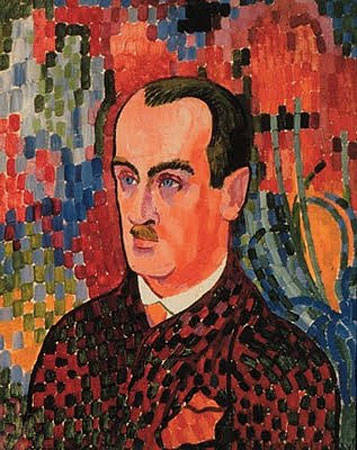
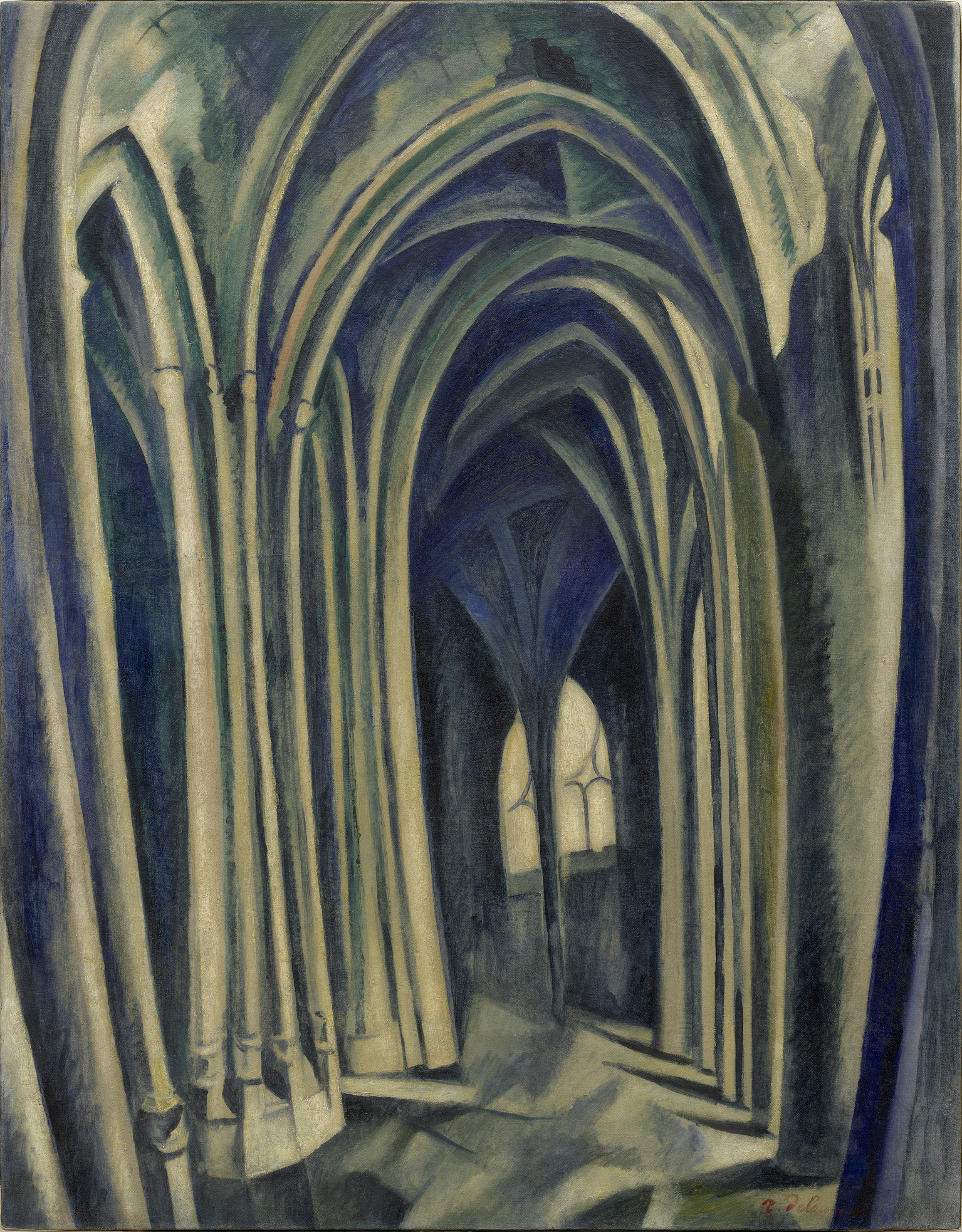
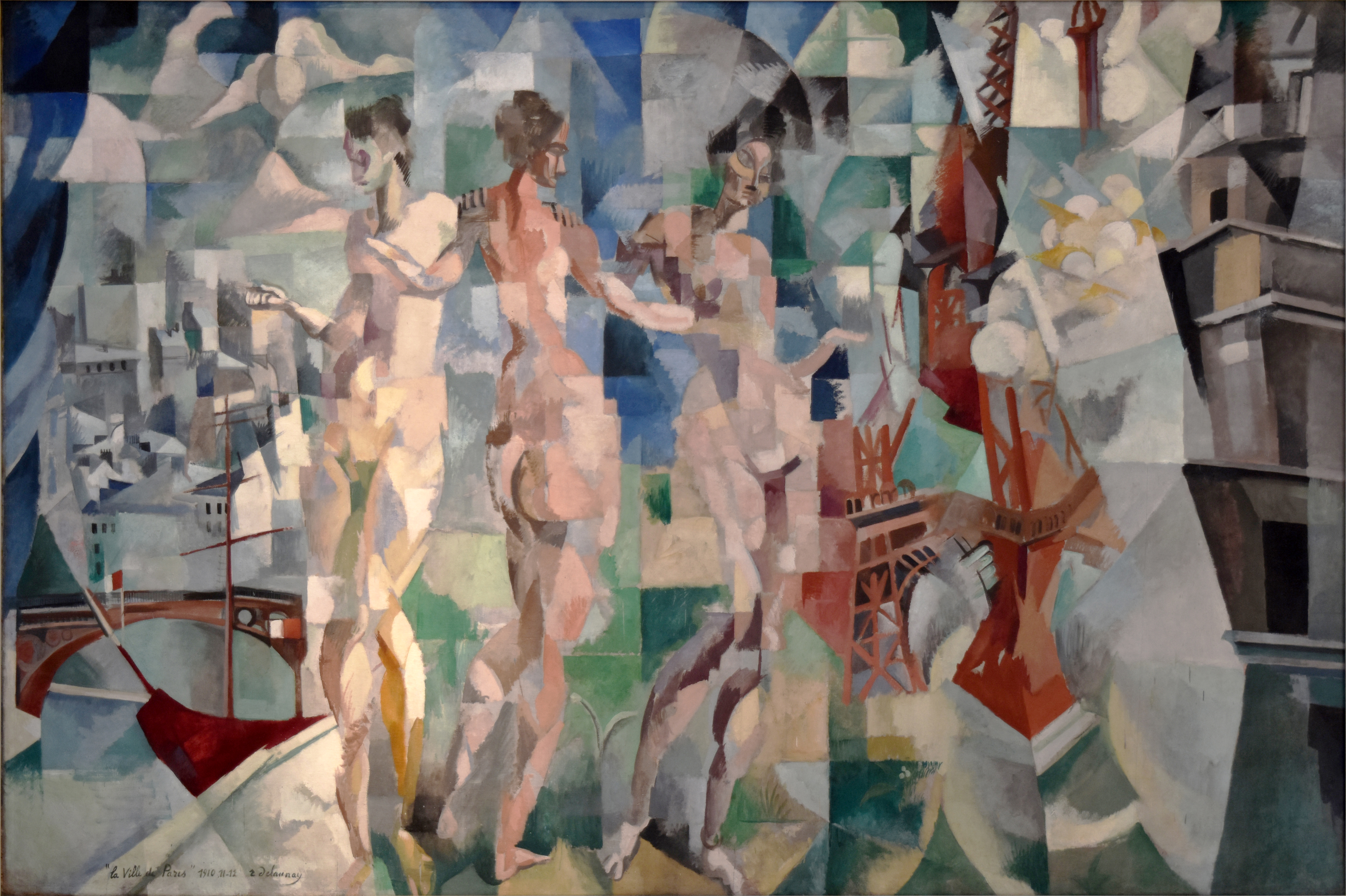
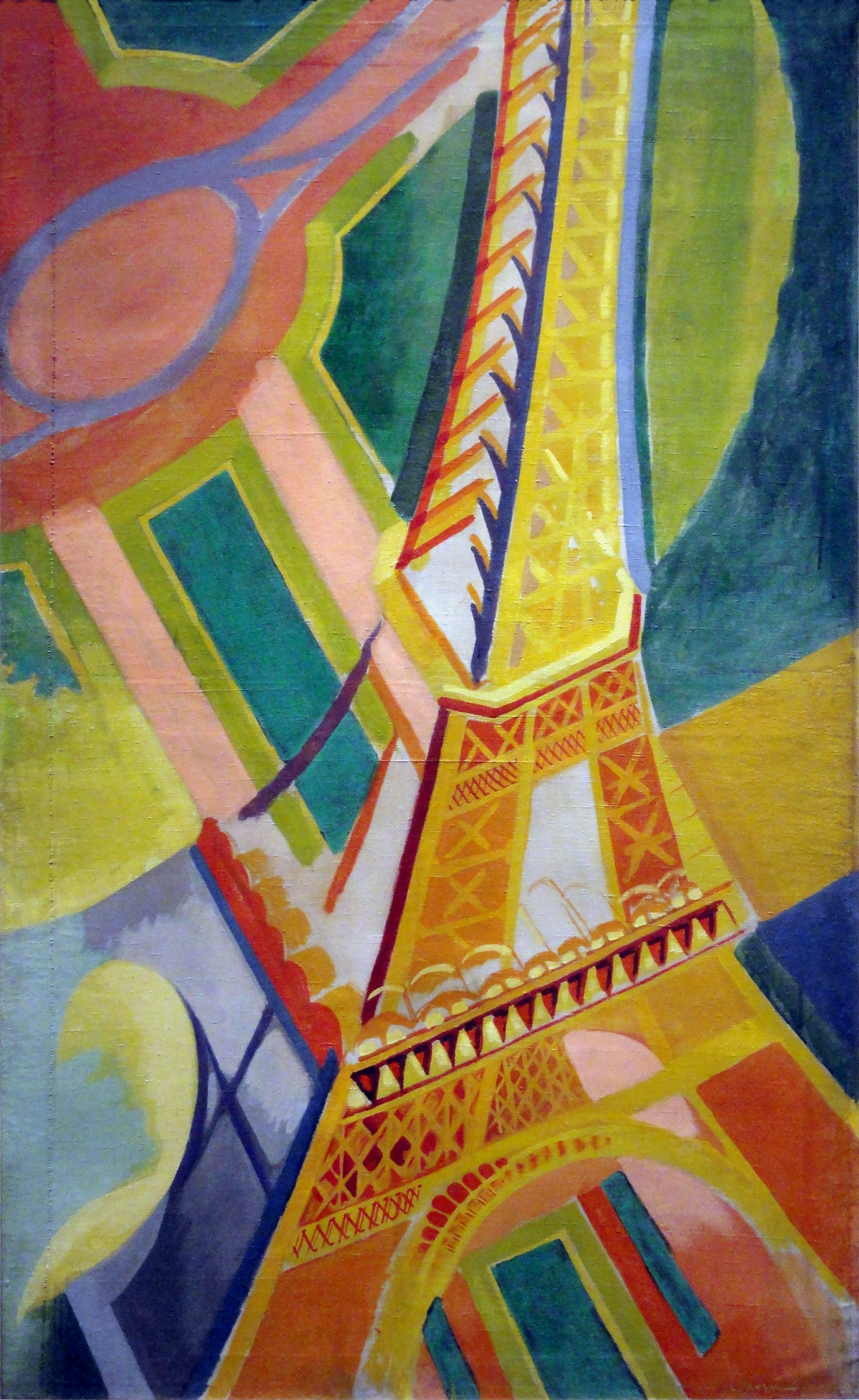
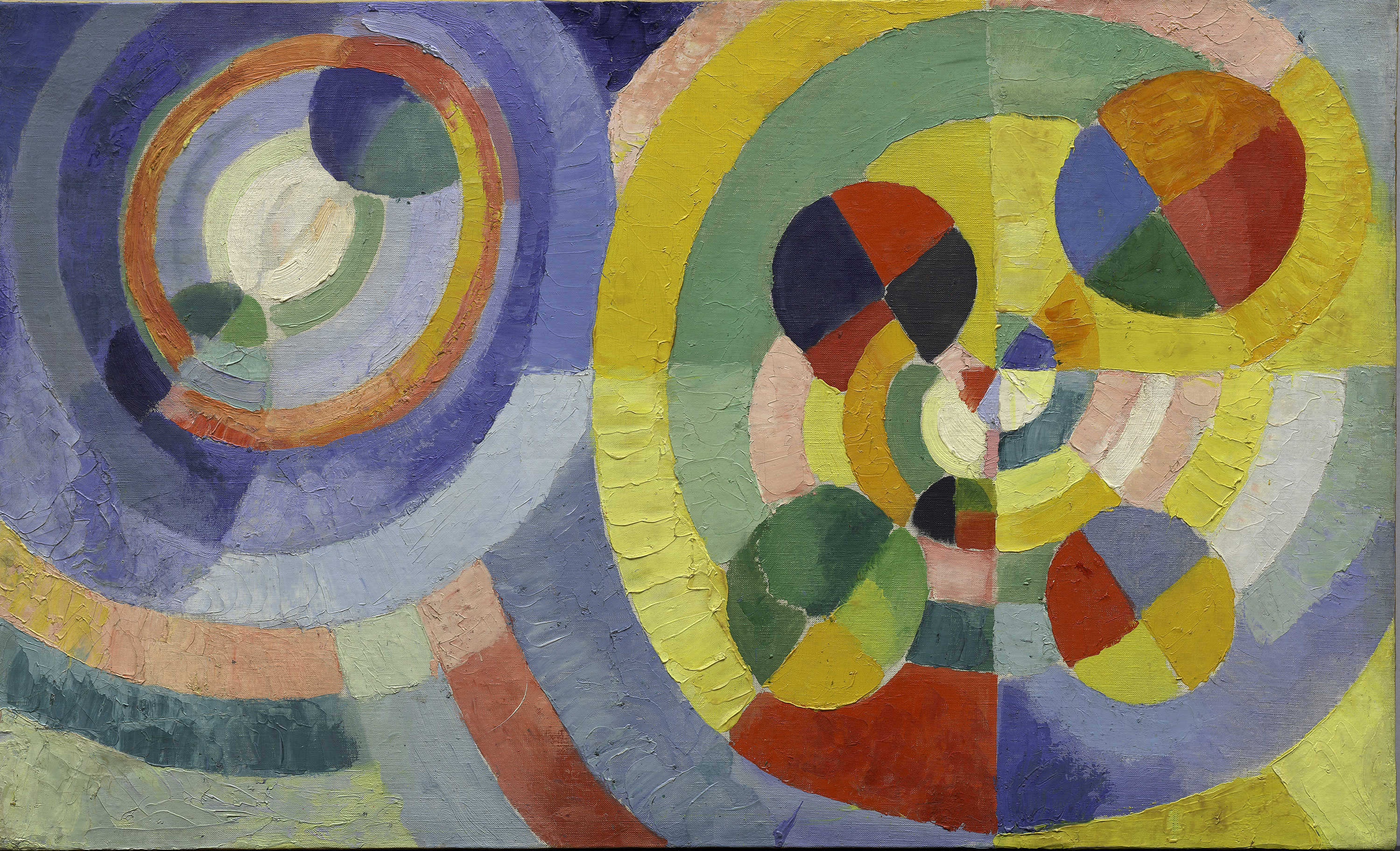
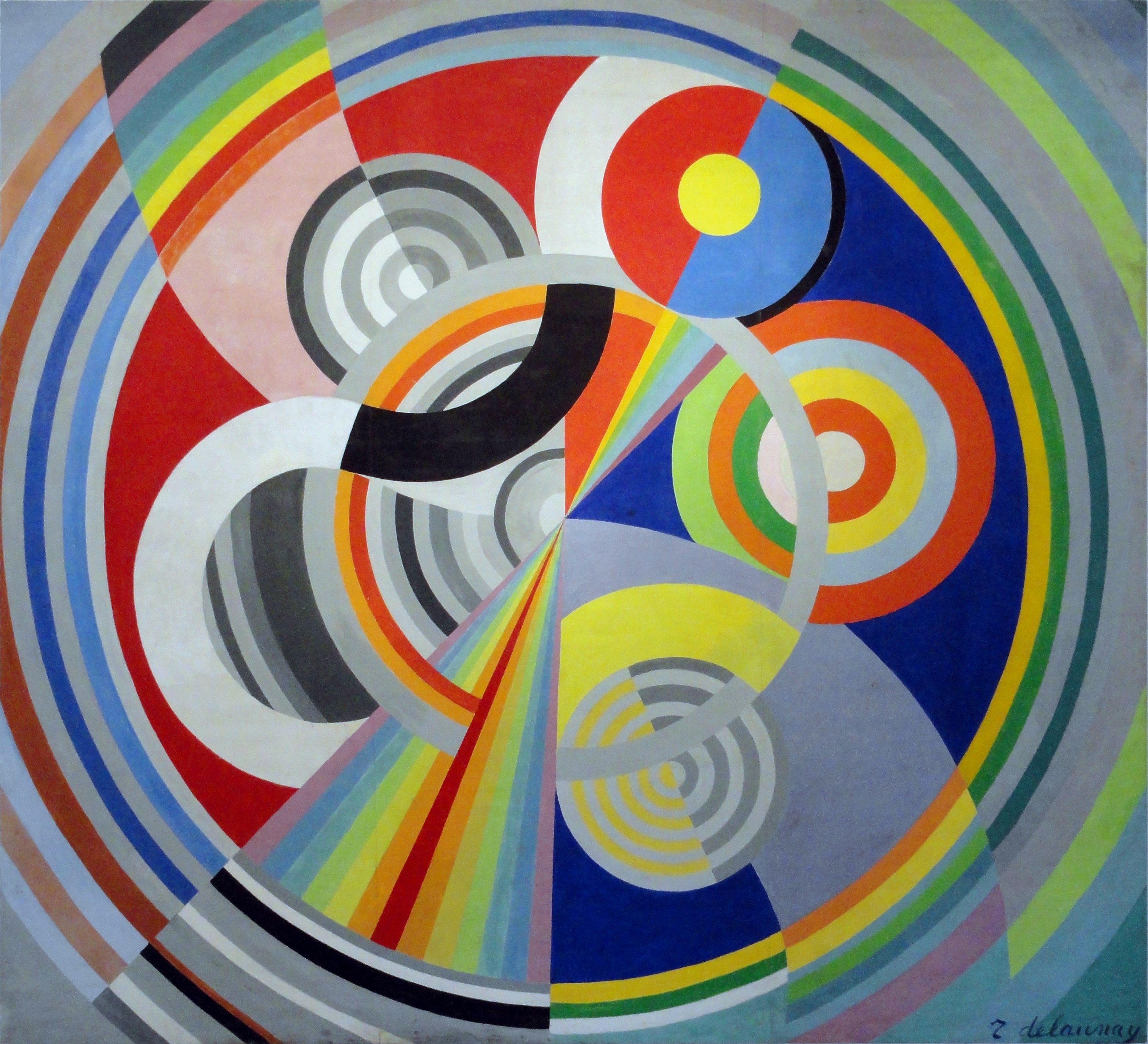